# Cheryl Strayed
Cheryl Strayed (Spangler, 17 settembre 1968) è una scrittrice statunitense.
I suoi saggi sono stati ampiamente pubblicati su riviste e giornali nazionali. Ha vinto il premio Pushcart per il suo saggio Munro Country, originariamente apparso su Missouri Review.

## Biografia
Cheryl Strayed nasce a Spangler, in Pennsylvania, da Barbara Anne "Bobbi" e Ronald Nyland. I suoi genitori divorziano pochi anni dopo la sua nascita. A 13 anni si trasferisce con la madre, i fratelli Karen e Leif, ed il nuovo patrigno Glenn Lambrecht nella Contea di Aitkin. Nella nuova casa vive per un periodo senza acqua corrente e senza elettricità. A 17 anni si diploma alla McGregor high school, nel Minnesota. Inizia quello stesso anno gli studi accademici, presso l'Università di St. Thomas che frequenta solo per il primo anno. All'inizio del secondo anno accademico si trasferisce presso l'Università del Minnesota, dove consegue la laurea con lode in inglese.
Nel marzo del 1991, la madre si ammala di cancro ai polmoni e muore poco dopo all'età di 45 anni. Successivamente Cheryl descrive questa sua perdita in ogni suo libro e in diversi saggi. Nell'agosto del 1993, poco prima del suo venticinquesimo compleanno, sposa Marco Litting. Nel 1995 divorzia dal marito e cambia legalmente il suo cognome da Nyland-Litting a Strayed, che letteralmente significa "vagabondo". Nello stesso anno decide di intraprendere un faticoso trekking sul Pacific Crest Trail.
Nell'agosto del 1999 sposa il regista Brian Lindstrom. I due hanno due figli e vivono a Portland, in Oregon. Sua figlia Bobbi interpreta la versione più giovane di Cheryl nell'adattamento cinematografico di Wild . Nel 2002 consegue un master di belle arti in scrittura creativa presso l'Università di Syracuse, dove è seguita personalmente da scrittori come George Saunders, Arthur Flowers, Mary Gaitskill, e Mary Caponegro. È anche una relatrice, e gestisce le sue lezioni prendendo spunto dalla sua vita e dai suoi libri. Si sposta a livello internazionale per condurre seminari di scrittura e per incontrarsi con altri scrittori contemporanei.

## Libri
Autrice di quattro libri, la sua scrittura è stata premiata ampiamente in riviste e antologie americane.
- Il suo primo libro, Torch, è stato pubblicato nel febbraio 2006 dalla Houghton Mifflin Harcourt. Il romanzo racconta la storia di una crisi familiare e della sofferenza che porta prima alla malattia, e poi alla scomparsa della madre.[7]
- Il suo libro più importante, Wild - Una storia selvaggia di avventura e rinascita, è il suo secondo libro, ed è stato pubblicato in prima versione da Alfred A. Knopf il 20 marzo 2012 e tradotto in 30 lingue.[8] La stessa settimana della sua pubblicazione il libro approda tra i primi dieci libri best seller del New York Times. Entro il mese successivo Wild raggiunge il primo posto nell'elenco dei best seller del New York Times, dove rimane per diverse settimane.[9] Successivamente, diventa un best seller in diversi paesi, quali: Regno Unito, Germania, Australia, Brasile, Spagna, Portogallo e Danimarca. Il libro racconta la storia di una giovane Cheryl, che a soli ventisei anni con la vita sconvolta dalla morte prematura della madre, il traumatico naufragio del suo matrimonio e una infanzia prematura e difficile, decide di attraversare a piedi l'America selvaggia per oltre quattromila chilometri. Una storia di avventura e rinascita, da cui emergono la bellezza degli spazi incontaminati di montagne, foreste e animali, torrenti impetuosi, caldo torrido e freddo estremo. Un viaggio da cui emerge la fragilità umana di fronte ad una natura imponente.
- Il terzo libro della scrittrice, Piccole cose meravigliose,  è una raccolta di saggi pubblicata anonimamente su una rubrica di consigli di nome Dear Sugar della rivista letteraria online The Rumpus.[10][11] Il libro si inserisce tra i best seller, alla posizione 5 del New York Times, nella categoria consulenza. È stato pubblicato anche a livello internazionale. Il libro descrive come l'attuale vita di Cheryl Strayed sia costituita da cose belle: un lavoro che le piace, un marito che ama e che la ama, due figli. Ma anche di come la strada per arrivare lì è stata lunga. Gli anni della gioventù sono stati burrascosi e costellati di episodi drammatici, primo fra tutti la perdita della mamma a vent'anni. Cheryl ha attraversato quel dolore fino all'ultimo confine, senza rinnegarlo, e distillandone piccole cose meravigliose. Piccoli rimedi al caos che condivide con tutti coloro che si rivolgono a lei per chiederle consiglio. Sono pagine piene di umanità, umorismo e calore umano.
- Il quarto ed ultimo libro, dal titolo Brave Enough, è stato pubblicato il 27 ottobre 2015 da Alfred A. Knopf negli Stati Uniti e una settimana dopo da Atlantic Books nel Regno Unito. Nella stessa settimana del lancio è apparso tra i primi dieci best seller del New York Times.

Oltre ai quattro libri, la scrittrice ha pubblicato alcuni saggi per The New York Times, The Sun, Vogue America, The Washington Post.

## Film
Il suo libro più famoso, Wild - Una storia selvaggia di avventura e rinascita, è stato oggetto di un adattamento cinematografico firmato da Nick Hornby, intitolato Wild. Il film è stato diretto da Jean-Marc Vallée e ha nel cast Reese Witherspoon nel ruolo della stessa Strayed, Laura Dern, Gaby Hoffmann, Thomas Sadoski, Michiel Huisman e Kevin Rankin.
Il film, prodotto da Fox Searchlight Pictures, è stato distribuito negli Stati Uniti il 3 dicembre 2014 e in Italia il 2 aprile 2015.

## Pubblicazioni in Italia
- 2014: Cheryl Strayed, Piccole cose meravigliose, Milano, Piemme,  p. 363, ISBN 9788856631838.
- 2016: Cheryl Strayed, Wild - Una storia selvaggia di avventura e rinascita, Milano, Piemme,  p. 405, ISBN 9788856646757.